# Stazione di Chagny
La stazione di Chagny (in francese Gare de Chagny) è la principale stazione ferroviaria di Chagny, Francia.